# Great Migration (20. Jahrhundert)
Als Great Migration (englisch: „Große Migration“ bzw. „Große Wanderung“) wird eine Wanderungsbewegung von etwa 6 Millionen Afroamerikanern aus den ländlichen Gebieten der Südstaaten der USA in die Industriestädte des Nordens, Nordostens und Westens in den Jahrzehnten zwischen 1910 und 1970 bezeichnet. Sie gehört zu den zentralen Ereignissen in der Geschichte der Afroamerikaner im 20. Jahrhundert. Die meisten Schwarzen kamen aus den ländlichen Staaten Louisiana, Alabama und Mississippi. Dadurch entstanden größere afroamerikanische Gemeinden in Städten wie New York, Chicago, Baltimore, Detroit, Philadelphia, Columbus, Cleveland, Cincinnati, Los Angeles, Omaha, Indianapolis, St. Louis oder Pittsburgh, von denen einige heute sogar eine afroamerikanische Bevölkerungsmehrheit haben.

## Gründe
Zu den Gründen für die Great Migration zählten die Segregation und Einschränkung der Rechte durch die Jim-Crow-Gesetze im Süden der USA. Im Norden der USA gab es außerdem einen Mangel an Fabrikarbeitern, als im Verlauf des Ersten Weltkriegs die Zuwanderung von Europäern stark sank.

## Bedeutung
Die Historikerin Isabel Wilkerson weist darauf hin, dass diese Migrationsbewegung größer war als die Migrationsbewegungen, die durch den Kalifornischen Goldrausch und durch den Dust Bowl ausgelöst wurden. Vor Beginn der Great Migration lebten etwa nur 10 Prozent der schwarzen Bevölkerung der Vereinigten Staaten in den Nordstaaten, nach dem Ende dieser Wanderungsbewegung dagegen 47 Prozent. Dadurch beeinflusste die Great Migration in den Nordstaaten die Ausdehnung der Städte, aber auch eine von der Hautfarbe beeinflusste Siedlungsstruktur, die Entstehung einer schwarzen Mittelschicht und in den urbanen Zentren Sprach- und Musikkultur. Zu den Nachfahren von Personen, die während der Great Migration nach Norden wanderten, gehörten und gehören so einflussreiche Persönlichkeiten wie James Baldwin, Michelle Obama, Miles Davis, Toni Morrison, Malcolm X, Al Sharpton, Ben Carson und Denzel Washington.

## Phasen
Einige Historiker unterscheiden dabei zwischen der First Great Migration, die etwa von 1910 bis 1930 andauerte und etwa 1,6 Millionen Menschen erfasste, und der Second Great Migration, die sich 1940 bis 1970, in der Zeit des wirtschaftlichen Aufschwungs während und nach dem Zweiten Weltkrieg, abspielte. In dieser Zeit verließen 5 Millionen Afroamerikaner, vor allem Stadtbewohner mit höherer Bildung oder beruflicher Qualifikation, den Süden und zogen in die aufstrebenden Staaten des Westens, etwa nach Kalifornien.
Die Entwicklung nach 1970 wird unter dem Stichwort New Great Migration behandelt.